# جاده ای۱۵۳
جاده ای۱۵۳ (به انگلیسی: A153 road) یکی از جاده‌های کشور انگلستان است.
این جاده از شهرک لوث شروع و در روستای هونینگتون در شهرستان لینکلن‌شر به پایان می‌رسد، طول این جاده ۷۰.۸ کیلومتر است.